# Ferrari 812 Superfast
Ferrari 812 Superfast är en sportbil som den italienska biltillverkaren Ferrari introducerade på Internationella bilsalongen i Genève i mars 2017.
Bilen är en vidareutveckling av företrädaren F12 TdF med förbättrad aerodynamik, större motor med jämna 800 hk och bakhjulsstyrning. Namnet ”Superfast” användes redan på sextiotalets snabbaste landsvägsvagnar. Även 812 Superfast gör skäl för namnet med en acceleration från 0-100 km/tim på 2,9 sekunder och en toppfart på 340 km/tim. 
Versioner:
| Modell           | Motor               | Cylindervolym | Effekt                 | Vridmoment             | Bränslesystem     |
| ---------------- | ------------------- | ------------- | ---------------------- | ---------------------- | ----------------- |
| 812 Superfast    | 12-cyl V-motor DOHC | 6496 cm³      | 800 hk vid 8 500 v/min | 718 Nm vid 7 000 v/min | Direktinsprutning |
| 812 Competizione | 12-cyl V-motor DOHC | 6496 cm³      | 830 hk vid 9 250 v/min | 692 Nm vid 7 000 v/min | Direktinsprutning |

## Bilder

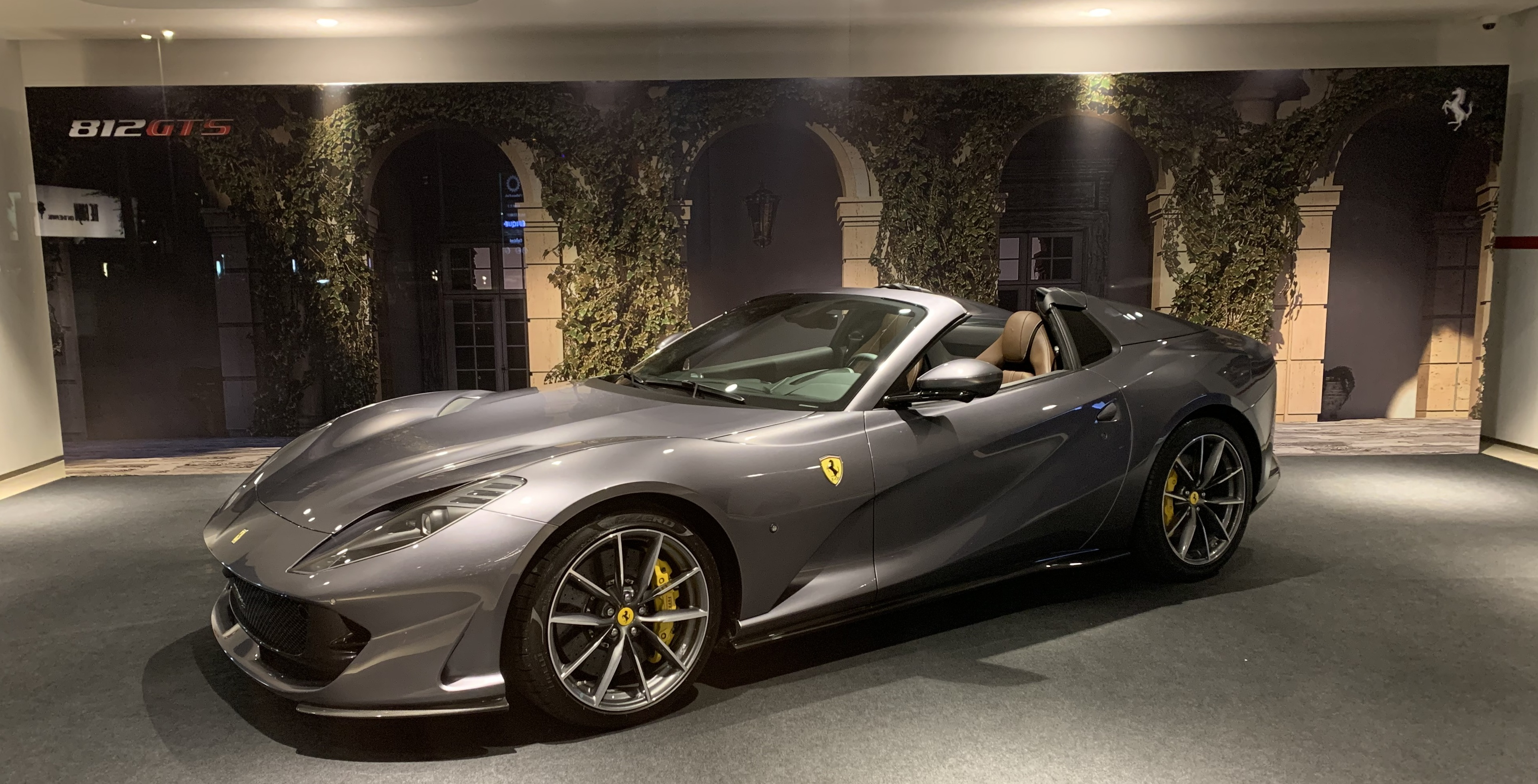
812 GTS
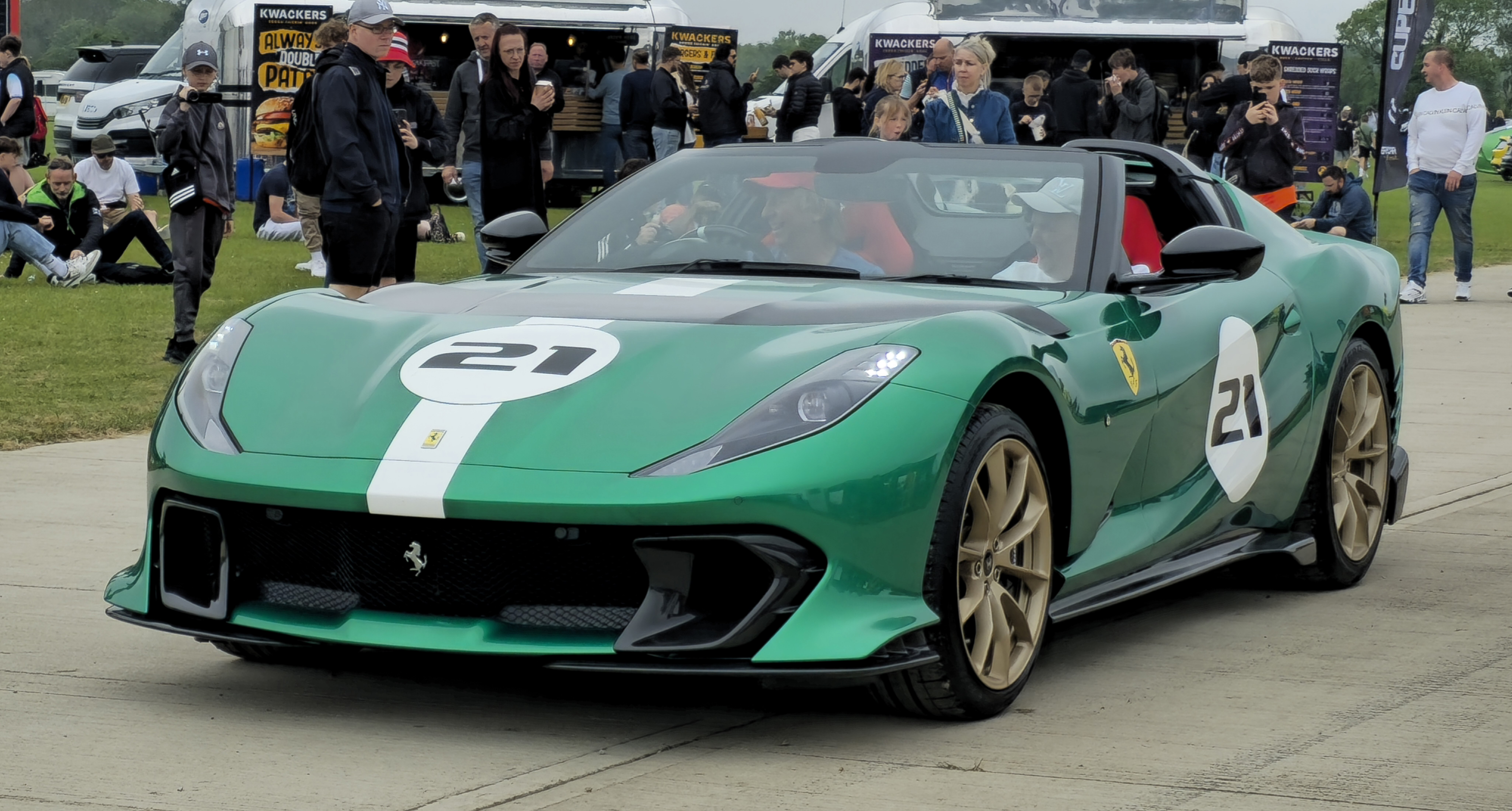
812 Competizione A